# Quỳnh Sơn (Bắc Giang)
Quỳnh Sơn is een xã in huyện Yên Dũng, een district in de Vietnamese provincie Bắc Giang.
Quỳnh Sơn ligt op de westelijke oever van de Cỏ Mạt.